# Mesnilius portentosa
Mesnilius portentosa är en tvåvingeart som beskrevs av Louis-Paul Mesnil 1950. Mesnilius portentosa ingår i släktet Mesnilius och familjen parasitflugor. Inga underarter finns listade i Catalogue of Life.